# قسم المحركات (سفينة)

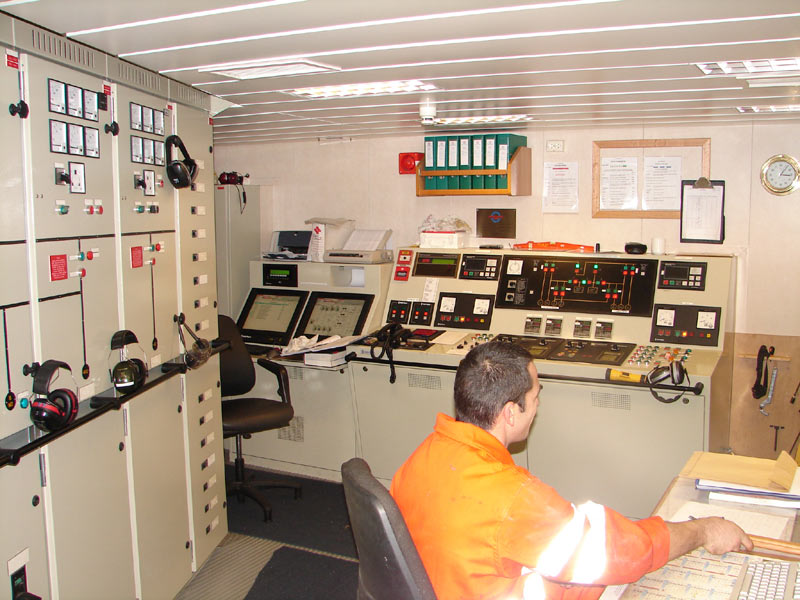
غرفة المحرك في آرغونوت. آرغونوت هي سفينة تموين فرنسية تستخدم لأغراض محاربة التلوث.تم بناؤها في العام 2003 في النرويج وترسو حاليا في مدينة بريست في فرنسا. تعود ملكيتها إلى SURF وتدار من قبل البحرية الفرنسية

في النقل البحري، قسم المحركات أو قسم إدارة المحركات أو قسم الهندسة هو وحدة تنظيمية على متن السفينة مسؤولة عن تشغيل وصيانة وإصلاح نظم الدفع ونظم دعم الركاب والطاقم والبضائع.
وهو مسؤول أيضا عن الإصلاح والحفاظ على الأنظمة الأخرى في السفينة.

## طاقم قسم المحركات
يتكون عادة طاقم قسم المحركات من الأشخاص التاليين:

### كبير المهندسين
مسئول عن المهندسين وغرفة المحركات وأجهزة السطح فنيا.

### المهندس الثاني
مسئول عن المحركات وأجهزة التكييف ويستلم وردية على المحركات .

### المهندس الثالث
مسئول عن مولدات الكهرباء ويستلم وردية على المحركات .

### المهندس الرابع
مسئول عن المضخات وعن التزود بالوقود ويستلم وردية على المحركات.